# 크리스마스 스토리 (2007년 영화)
크리스마스 스토리(Joulutarina, Christmas Story)는 핀란드에서 제작된 유하 울리요키 감독의 2007년 드라마, 가족, 판타지 영화이다. 한누-펙카 뵤르크만 등이 주연으로 출연하였고 유하 울리요키 등이 제작에 참여하였다.

## 출연

### 주연
- 한누-펙카 뵤르크만

### 조연
- 카리 바나넌
- 민나 하프킬라
- 미코 레필람피
- 미코 코우키
- 로라 비른
- 마티 리스티넨
- 마우리 헤이키라
- 빌레 비르타넨
- 마이클 바다루코
- 캐서린 보로위츠
- 론 크로포드
- 노아 엠머리히
- 존 터투로

## 제작진
- 배역: 투차 파나넨
- 배역: 피아 페소넨

## 같이 보기
- 클라우스 (영화)
- 크리스마스 영화 목록